# SC Ostpreußen Königsberg
SC Ostpreußen Königsberg was een Duitse voetbalclub uit de Oost-Pruisische hoofdstad Koningsbergen (Königsberg), dat tegenwoordig het Russische Kaliningrad is.

## Geschiedenis
De club werd op 1 augustus 1902 opgericht door Alfred Hirsch, die voorheen bij FC Königsberg speelde. De zwart-witte clubkleuren verwezen naar de provincie Oost-Pruisen. De thuishaven van de club lag in het stadsdeel Maraunenhof. De eerste wedstrijden werden tegen FC Königsberg gespeeld, die steevast als overwinnaar uit de bus kwam. Al in 1904 scheurden zich enkele leden zich van de club af en richtten FC Prussia op. In deze tijd was de club ook in atletiek en ijshockey actief.
De club was medeoprichter van de Königsbergse voetbalbond op 3 september 1904 en nam datzelfde jaar nog deel aan de allereerste officiële competitie. De club kon één wedstrijd winnen, tegen Prussia, en eindigde op een gedeelde tweede plaats met grote achterstand op FC Königsberg. Op 16 juni 1906 werd het nieuwe stadion Ostpreußen-Sportplatz geopend in een galawedstrijd tegen FC die met 4-0 verloren werd. Het was destijds een van de modernste sporttempels van het oosten van Duitsland. Leden van de club stonden ook aan de wieg van andere clubs zoals Elbinger SV 05 en SC Preußen Insterburg. Tussen Preußen Insterburg en Ostpreußen Königsberg vonden jaarlijks ontmoetingen plaats in het voetbal en atletiek, later nam ook SC Lituania Tilsit deel aan deze ontmoetingen.
Nadat de club in 1906 zich teruggetrokken had uit de voetbalcompetitie, werden ze in 1907 tweede op vier clubs. In 1908 werd de Baltische voetbalbond opgericht en werd de Königsbergse bond opgeheven. De Baltische bond mocht datzelfde jaar nog een deelnemer afvaardigen voor de nationale eindronde. In Oost-Pruisen speelden de clubs met rechtstreekse uitschakeling tegen elkaar. Ostpreußen verloor met 4-0 van VfB Königsberg, het vroegere FC.
De volgende twee seizoenen kon de club geen enkel punt behalen en verdween dan twee jaar uit de hoogste klasse. In 1912 keerde de club terug en werd voorlaatste. In het laatste vooroorlogse seizoen eindigde de club gedeeld tweede achter VfB.
Op 20 juni 1919 fuseerde de club met Akademischer SC Königsberg en werd zo SpVgg ASCO Königsberg.